# 周哲宇
周哲宇，中華民國監察院第1屆監察委員。

## 經歷
淡江工商管理專科學校（今真理大學）畢業，歷任臺灣省政府人事處科員、臺灣省政府建設廳科員股長，後離開公職，選擇從商。

### 當選監察委員
1980年（民國69年），臺灣省議會舉行第一屆監察委員臺灣省監委增額補選，周哲宇、尤清（前民主進步黨籍臺北縣長、立法委員）等12人當選。
1991年（民國80年），中華民國政府進行第一屆中央民意代表改選，第一屆立委、監委、國大代表退職。

### 參選嘉義市長
| 號次 | 黨籍   | 姓名   | 得票 | 得票率 | 當選 |
| ---- | ------ | ------ | ---- | ------ | ---- |
| 6    | 無黨籍 | 周哲宇 | 369  | 0.33%  | 無   |

## 爭議
周哲宇擔任建設公司負責人期間，偽造不實債權向法院聲請強制執行，逼迫住戶賣屋，臺灣高等法院於2018年1月依偽造文書罪判處周哲宇有期徒刑2年定讞。
74歲的周哲宇以“年高體弱”，移居宜蘭休養為由，聲請轉往宜蘭監獄服刑獲准。不料周哲宇以臺北地檢署執行命令反覆為由，使他無所適從，拒絕到案執行，北檢於同年8月發布通緝。
同年8月，有民眾在臺北市中山區某知名舞廳，拍下周哲宇與一名熟女在舞池跳探戈的影片，兩人連續跳了好幾首舞曲，該名民眾還說，周哲宇看起來“神采飛揚”，該事件於同年10月7日登上新聞版面。
同年10月13日，臺北市刑大在周哲宇於臺北市北投區承租的豪宅門口將其逮捕歸案。